# Mikołaj Chełmicki
Mikołaj Chełmicki herbu Nałęcz (zm. w 1808 roku) – generał major pospolitego ruszenia ziemi dobrzyńskiej w insurekcji kościuszkowskiej, członek Zgromadzenia Przyjaciół Konstytucji Rządowej, konsyliarz ziemi dobrzyńskiej w konfederacji targowickiej.
Po upadku powstania 1794 roku więziony przez Prusaków w Toruniu.